# Pływanie na Letnich Igrzyskach Olimpijskich 1964 – 200 m stylem klasycznym kobiet
200 m stylem klasycznym kobiet – jedna z konkurencji pływackich rozgrywanych podczas XVIII Igrzysk Olimpijskich w Tokio. Eliminacje odbyły się 11 października, a finał 12 października 1964 roku.
Mistrzynią olimpijską została reprezentantka ZSRR i rekordzistka świata na tym dystansie Galina Prozumienszczikowa, która w finale ustanowiła nowy rekord olimpijski (2:46,4). Srebrny medal zdobyła Amerykanka Claudia Kolb, uzyskawszy czas 2:47,6. Brąz wywalczyła Swietłana Babanina z ZSRR (2:48,6).
Dzień wcześniej, podczas eliminacji rekord olimpijski poprawiały kolejno Niemka Bärbel Grimmer (2:48,6) i Swietłana Babanina (2:48,3).

## Rekordy
Przed zawodami rekord świata i rekord olimpijski wyglądały następująco:
| Rekord            | Zawodniczka               | Czas   | Miejsce | Data             |       |
| ----------------- | ------------------------- | ------ | ------- | ---------------- | ----- |
| Rekord świata     | Galina Prozumienszczikowa | 2:45,5 | Berlin  | 17 maja 1964     | [ 1 ] |
| Rekord olimpijski | Anita Lonsbrough          | 2:49,5 | Rzym    | 27 sierpnia 1960 | [ 2 ] |

W trakcie zawodów ustanowiono następujące rekordy:
| Data            | Etap konkurencji      | Zawodnik                  | Czas   | Rekord |
| --------------- | --------------------- | ------------------------- | ------ | ------ |
| 11 października | wyścig eliminacyjny 2 | Bärbel Grimmer            | 2:48,6 | OR     |
| 11 października | wyścig eliminacyjny 3 | Swietłana Babanina        | 2:48,3 | OR     |
| 12 października | finał                 | Galina Prozumienszczikowa | 2:46,4 | OR     |

## Wyniki

### Eliminacje
| Miejsce | Wyścig | Tor | Zawodniczka               | Państwo                       | Czas     | Uwagi |
| ------- | ------ | --- | ------------------------- | ----------------------------- | -------- | ----- |
| 1.      | 3      | 1   | Swietłana Babanina        | ZSRR                          | 2:48,3   | Q,    |
| 2.      | 2      | 4   | Bärbel Grimmer            | Wspólna Reprezentacja Niemiec | 2:48,6   | Q     |
| 3.      | 3      | 7   | Stella Mitchell           | Wielka Brytania               | 2:48,8   | Q     |
| 4.      | 2      | 1   | Galina Prozumienszczikowa | ZSRR                          | 2:49,0   | Q     |
| 5.      | 3      | 6   | Claudia Kolb              | Stany Zjednoczone             | 2:49,7   | Q     |
| 6.      | 3      | 3   | Ursula Küper              | Wspólna Reprezentacja Niemiec | 2:50,1   | Q     |
| 7.      | 4      | 2   | Jill Slattery             | Wielka Brytania               | 2:50,2   | Q     |
| 8.      | 1      | 1   | Klenie Bimolt             | Holandia                      | 2:50,7   | Q     |
| 9.      | 1      | 7   | Marguerite Ruygrok        | Australia                     | 2:53,1   |       |
| 10.     | 1      | 6   | Wiltrud Urselmann         | Wspólna Reprezentacja Niemiec | 2:53,2   |       |
| 11.     | 4      | 1   | Vivien Haddon             | Nowa Zelandia                 | 2:53,4   |       |
| 12.     | 4      | 3   | Truus Looijs              | Holandia                      | 2:54,5   |       |
| 13.     | 2      | 7   | Jacqueline Enfield        | Wielka Brytania               | 2:54,9   |       |
| 14.     | 1      | 4   | Tammy Hazleton            | Stany Zjednoczone             | 2:55,0   |       |
| 15.     | 2      | 5   | Gretta Kok                | Holandia                      | 2:55,4   |       |
| 16.     | 3      | 5   | Isabel Castañe            | Hiszpania                     | 2:55,7   |       |
| 17.     | 1      | 3   | Noriko Yamamoto           | Japonia                       | 2:57,0   |       |
| 18.     | 4      | 6   | Sandra Nitta              | Stany Zjednoczone             | 2:58,4   |       |
| 19.     | 4      | 5   | Christl Filippovits       | Austria                       | 2:59,2   |       |
| 20.     | 3      | 4   | Linda McGill              | Australia                     | 2:59,4   |       |
| 21.     | 4      | 7   | Yoshiko Morizane          | Japonia                       | 2:59,9   |       |
| 22.     | 2      | 6   | Susana Peper              | Argentyna                     | 3:00,0   |       |
| 23.     | 1      | 5   | Zsuzsa Kovács             | Węgry                         | 3:06,7   |       |
| 24.     | 3      | 2   | Marny Jolly               | Malezja                       | 3:11,0   |       |
| 25.     | 1      | 2   | Margaret Harding          | Portoryko                     | 3:16,0   |       |
| 26.     | 4      | 4   | Li Hin Yu                 | Hongkong                      | 3:22,2   |       |
| 27. !   | 2      | 3   | Christine Barnetson       | Australia                     | 9:99,9 ! | DSQ   |
| 27. !   | 2      | 2   | Márta Egerváry            | Węgry                         | 9:99,9 ! | DNS   |

### Finał
| Miejsce | Tor | Zawodniczka               | Państwo                       | Czas   | Uwagi |
| ------- | --- | ------------------------- | ----------------------------- | ------ | ----- |
| 1. !    | 6   | Galina Prozumienszczikowa | ZSRR                          | 2:46,4 | OR    |
| 2. !    | 2   | Claudia Kolb              | Stany Zjednoczone             | 2:47,6 |       |
| 3. !    | 4   | Swietłana Babanina        | ZSRR                          | 2:48,6 |       |
| 4.      | 3   | Stella Mitchell           | Wielka Brytania               | 2:49,0 |       |
| 5.      | 1   | Jill Slattery             | Wielka Brytania               | 2:49,6 |       |
| 6.      | 5   | Bärbel Grimmer            | Wspólna Reprezentacja Niemiec | 2:51,0 |       |
| 7.      | 8   | Klenie Bimolt             | Holandia                      | 2:51,3 |       |
| 8.      | 7   | Ursula Küper              | Wspólna Reprezentacja Niemiec | 2:53,9 |       |